# Гас Фринг
Густаво Фринг је измишљени лик из криминалистичко-драмске серије Чиста хемија и њеног преднаставка, серије Боље позовите Сола, кога је тумачио Ђанкарло Еспозито. Велики је чилеанско-амерички дистрибутер метамфетамина на југозападу Сједињених Држава који користи неколико легитимних послова, укључујући ланац успешних ресторана прженe пилетинe Лос Пољос Ерманос и индустријску пeрионицу под називом Лавандериа Бриљанте, као фасаду за велику операцију производње и дистрибуције дроге. Фринг одржава позитиван имиџ у јавности: подстиче  Управу за сузбијање наркотика (ДЕА), пошто се спријатељио са надлежним специјалним агентом, и даје велике донације грађанским и добротворним догађајима канцеларије у Албукеркију. Испод ове фасаде, он је безобзиран, суров и манипулативан у управљању својим огромним царством дроге. Запошљава бројне извршитеље, а лично је убијао и ривале и савезнике.

## Биографија лика

### Позадина
Густаво Фринг је власник ланца ресторана са брзом храном пржене пилетине под називом Лос Пољос Ерманос, смештених преко југозапада Сједињених Држава, са својим водећим рестораном у Албукеркију и фармом и дистрибуцијским центром фирме на периферији града. Компанија је подружница Мадригал Елецтромотива, мултинационалне компаније са седиштем у Немачкој која има удео у власништву у више подружница. Иако је његов ланац ресторана легитиман посао, то Гасу служи као параван за дистрибуцију метамфетамина и кокаина за мексички картел, удружујући се са двоје руководилаца Мадригала: Немцем по имену Петер Шулер и Американком по имену Лидија Родарт-Квејл.
Епизода Чисте хемија, „Ерманос”, показује да су Гас и његов дугогодишњи партнер Макс Аркиниега покренули Лос Пољос Ерманос као параван за продају метамфетамина који је Макс „кувао”. Обратили су се дон Еладију Вуентеу, вођи картела, са понудом да прошире трговину дрогом уз помоћ картела; Еладио је одбио, јер је картел радије наставио да дистрибуира кокаин. Уместо тога, Еладио је Хектору Саламанки наредио да убије Макса због продаје мета на територији картела без дозволе. Еладио је поштедео Гаса, али га је приморао да сарађује са картелом под Еладиовим условима. Наредних 20 година Гас остаје наизглед одан картелу, али гаји незадовољство против Еладију и Хецктору, чекајући прилику да се освети. Након што се настанио у Албукеркију, Гас потајно настоји да оконча своју зависност од картелског посла са кокаином производњом и дистрибуцијом мета у Сједињеним Државама. Будући да посао са дрогом породице Саламанка, који контролише Хектор, укључује и Албукерки, Гас је принуђен да се обрачуна с њим, али покушава да поткопа породицу Саламанка.
Гас има мистериозно порекло; чак је и његово име установљено као псеудоним, јер ни ДЕА ни његов извршитељ Мајк Ермантраут нису могли да пронађу било какав запис о њему пре његовог доласка у Мексико. Наводно је пореклом из Чилеа, а чланови картела га понекад називају „Чилеанцем”. У епизоди серије Боље позовите Сола „Пињата”, коматозном Хектору прича причу о коатију који је јео плод са дрвета лукуме које је гајио током детињства у Чилеу. У епизоди серије Боље позовите Сола „Магични човек”, Лало Саламанка се позива на мистериозни инцидент у којем је учествовао Гас који се догодио у Сантијагу. Гас је имигрирао у Мексико 1980-их за време чилеанске диктатуре Аугуста Пиночеа, и у флешбеку током епизоде Чисте хемије „Један минут”, Хектор га подругљиво назива „Гранд Генералисимо”, имплицирајући да је Гас имао везе са режимом Пиночеа. Као што је поменуто у епизоди серије Боље позовите Сола „ЏММ”, Гас и извршни директор Мадригала, Петер, имали су заједничко искуство у Сантијагу, које Гас спомиње Петеру да би га смирио када се успаничи због Лалових напада на Гасов посао. У епизоди „Ерманосу”, Еладио каже да је, када је наредио да убију Макса, поштедео Гаса због његове нестабилне, али очигледно моћне везе са Чилеом.
Везом Гаса и Макса подразумева се више него само посао. У епизоди серије Боље позовите Сола „Сабросито”, Хектор сугерише да би се Гас и Макс, „Пилећа браћа”, могли боље називати „Гузна браћа”, инсинуирајући на то да су њих двојица хомосексуалци. У епизоди „Магични човек”, Лало разговара о Гасу са Хуаном Болсом и позива се на Макса као Гасовог дечка. Као што је приказано у епизоди „Дедикадо а Макс”, по доласку у Албукерки, Гас је стекао малу вилу на мексичкој страни мексичко-америчке границе. Вила служи као резиденција доктора Барија Гудмана и садржи фонтану посвећену Максу. Винс Гилиген је изјавио да је Гасово порекло намерно оставио двосмисленим, упоређујући га са актовком у Петпарачким причама. Такође је оставио двосмислено да ли су Гас и Макс љубавници, али је изјавио: „Ја лично мислим да је Макс био више него само Гасов пријатељ. Мислим да су вероватно били љубавници”. 

### Боље позовите Сола

#### 3. сезона
Начо Варга плаћа Мајку да му помогне у уклањању Тука Саламанке, Хекторовог нећака, из свакодневних активности породичног посла са породицом Саламанка. Уместо да убије Тука, Мајк организује да га Туко нападне пред полицијом, што доводи до Туковог хапшења. Мајк се плаши да ће Хектор сазнати да је он организовао Туково хапшење. Мајк делује превентивно припремајући се за атентат на Хектора, али је у последњем тренутку прекинут. Мајка овај прекид доводи до Гаса, који објашњава да жели да он буде тај који ће одредити када ће Хектор умрети. Међутим, Гас охрабрује Мајка да настави да омета камионе које Хектор користи како би допремио залихе сладоледа и дрогу из Мексика и вратио новац картелу. Након што Мајк омета две пошиљке не откривајући свој идентитет, Хектор захтева да Гас привремено користи своје камионе Лос Пољос Ерманоса за испоруку и Хекторове и Гасове дроге. Гас, који је од почетка желео овај резултат, претвара се да се нерадо слаже. Касније покушава да плати Мајку, али Мајк одбија новац. Уместо тога, тражи помоћ у прању 250.000 долара које је украо из једног од Хекторових камиона, а које Гас обезбеђује уређујући да Мадригал Електромотив ангажује Мајка као уговореног стручњака за безбедност и плаћа му месечне консултантске таксе.
Са новим споразумом о превозу, Начо и Артуро Колон стижу у складиште и фарму Лос Пољос Ерманос како би преузели пошиљку дроге, а Начо покушава да преузме шест килограма уместо договорених пет. Када Гасов потчињени Тајрус Кит позове Гаса за водство, Гас препозна прилику да се инфилтрира у организацију Саламанка и каже Тајрусу да Начу да додатни килограм. Начо се плаши да ће Хектор сазнати за његову улогу у Туковом хапшењу и забринут је због Хекторове намере да преузме продавницу пресвлака Начовог оца како би је користио као параван. Потајно замењује Хекторов лек за ангину са плацебом, надајући се да ће изазвати фатални срчани удар. На састанку између Хуана Болсе, Гаса, Хектора и Нача, Болса их обавештава да ће употреба Гасових камиона за премештање дроге и готовине за обе организације бити трајни аранжман. Хекторов бесни испад доводи до можданог удара, а Гас позива хитну помоћ док пружа прву помоћ која Хектору спашава живот, иако је у коми. Начо следи Мајков претходни савет да замени плацебо за Хекторове праве лекове, тако да се неће сумњати на њега. Чини се да Гас примећује Начове поступке, али не говори ништа.

#### 4. сезона
Хектор је хитно пребачен у болницу, док су Гас, Начо и Артуро позвани на састанак са Болсом у дистрибуционој фабрици Лос Пољоса, где Болса изјављује да ће се до даљњег наставити операција Саламанка са Начоом и Артуром као надлежнима.
Леонел и Марко Саламанка (рођаци) стижу да пазе на Хектора. Гас унајмљује лекара који ће надгледати Хекторов опоравак. Прегледајући Хекторове медицинске картоне, Гас схвата да у Хекторовом систему нема нитроглицерина, што га доводи до закључка да је Начо покушао да га убије. Када Начо и Артуро дођу на фарму пилића да преузму своју следећу пошиљку, Гас угуши и убије Артура, и каже Начу да зна шта је урадио, и да ће уколико он не изврши његова наређења, обавестити Саламанке. Тајрус и Виктор чине да Артурова смрт и насилни напад на Нача изгледају као дело Еспиноса, док Виктор пребацује дрогу из Начовог аутомобила у њихов. Начо лажно идентификује Еспиносе са рођацима, који масакрирају Еспиносе како би повратили „украдену” дрогу пре него што се врате у Мексико да би избегли власти. Гас наређује да се Хекторово лечење заустави након што је повратио кретање у десном кажипрсту, остављајући његов опорављени ум заробљен у његовом неизлеченом телу.
Гас сарађује са Мајком на планирању изградње подземне метамфетаминске „суперлабораторије” испод индустријске перионице веша у његовом власништву, користећи дизајн који је обезбедио хемичар Гејл Бетикер. Мајк прати инжењере кроз перионицу и испитује их о њиховој способности да конструишу лабораторију док их Гас потајно слуша. Гас нуди посао Вернеру Зиглеру након што је импресиониран Вернеровим директним описом потешкоћа и ризика. Гас обезбеђује дугорочни смештај и погодности за Вернеров тим, док Мајк обезбеђује сигурност и превоз испланиран да њихово присуство остане у тајности. Вернер нехотице пружа детаље о подземној бетонској конструкцији неким људима током изласка у бар и Мајк прекида њихов разговор. Сутрадан, Мајк упозорава Вернера да ће га Гас убити ако поново понови исту грешку, а Вернер му даје до знања да разуме.
Лало Саламанка стиже да надгледа посао са дрогом у породици Саламанка. Одмах је сумњичав према Гасу и надгледа његов ресторан и фарму пилића. Док градња споро напредује, Вернеру недостаје његова супруга и он побегне како би се састао са њом. Мајк убеђује Гаса да му дозволи да пронађе Вернера и врати га уместо да га убије. Мајк прати Вернера до продавнице, а затим до оближњег одмаралишта. Лало прати Мајка, убија службеника продавнице да би добио информације које је Мајк открио, а затим зове одмаралишта док не пронађе Вернера. Претварајући се да ради за Гаса, Лало открива од Вернера неке детаље о изградњи лабораторије пре него што Мајк стигне и прекине тај позив. Знајући да Лало може пратити Вернерове акције до Гаса, Гас каже да Вернер мора бити убијен. Гас се нуди да пошаље људе да то ураде, али Мајк прихвата одговорност јер је Вернер побегао на његовој дужности, па сам убија Вернера.

#### 5. сезона
Гaс се договара да Начо преузме кокаин слабијег квалитета када узима дрогу Саламанки у Лос Пољос Ерманос. Гласине о „нагаженом” производу стижу до Нача и Доминга, који их пријављују Лалу. Лало потврђује нечистоћу кокаина током посете уличним трговцима. На састанку са Лалом и Хуаном Болсом, Гас лажно тврди да је Вернер Зиглер под Мајковим надзором радио на изградњи система за хлађење Гасове фарме пилића, а да је Вернер побегао након крађе кокаина. Гас даље тврди да је у покушају да сакрије губитак, украдени кокаин заменио локално произведеним метамфетамином. Прича објашњава догађаје којих је Лало свестан, укључујући Вернеров одлазак из Албукеркија, Мајкову потрагу за њим и каснију смрт. Лало прихвата Гасову причу и извињење, али остаје сумњичав. Хуан подсећа Лалоа да Гас ужива поверење Дон Еладија и указује да би Лало требало да га пусти. Будући да је Лало и даље сумњичав, Гас зауставља изградњу подземне лабораторије и натера Мајка да пошаље Вернерове раднике кући. Гас нуди да настави да плаћа Мајку током кашњења, али Мајк одбија из фрустрације због Гасовог очигледног недостатка саосећања за Вернером.
Гас приморава Нача да пружи инсајдерске информације о Саламанкама. Начо добија Лалово поверење, а након што је Доминго ухапшен, Начо и Лало користе Џимија/Сола како би обезбедили Домингово пуштање из затвора. Гас се слаже и у ноћи трансфера напето чека док се Виктор и Дијего побрину да ДЕА и локална полиција заплене скоро милион долара, али да не пронађу трагове до Гаса.
Мајк проводи неколико недеља осећајући се депресивно због Вернерове смрти и пије превише. Након што га је локална банда повредила, Гас га је одвео до виле коју поседује непосредно унутар мексичке границе, укључујући фонтану посвећену Максу. Доктор Бери Гудман тежи да помогне Мајковим ранама, и Мајк остаје да се лечи. Гас посети и замоли Мајка да се придружи његовој организацији, рекавши да га жели са собом јер Мајк разуме његову потребу за осветом.
Гас организује да Начо извештава Мајка о његовим активностима на поткопавању породице Саламанка. Мајк ради под претпостављеним именом како би потајно усмерио полицију према Лалу због убиства службеника продавнице. Лало је окружен полицијом и ухапшен. У затвору под претпостављеним именом, Лало контактира Нача и каже да жели да Начо спали Гасов главни ресторан Лос Пољос Ерманоса. Гас и други подружнички власници достављају извештаје о статусу Петеру Шулеру, извршном директору Мадригала. После тога, Гас информише Петера и Лидију Родарт-Квејл о статусу метамфетаминске лабораторија, а Гас уверава Петера да ће вратити план на старо. Када се Гас врати кући, он и Начо очувају Начову улогу кртице у породици Саламанка уништавајући Гасов ресторан. Гас жели да Лало буде пуштен, па Мајк даје Џимију детаље његове истраге о Лалу. Џими користи те информације да оптужи полицију за неовлашћено мешање сведока, омогућавајући му да добије предлог за пуштање Лала уз кауцију.
Џими се одвози на удаљено место у пустињи како би узео новац за кауцију од Леонела и Марка. Како започиње повратно путовање, пресече га неколико наоружаних људи који му узму новац и припреме се да га убију. Наоружане људе изненада нападне непознати снајпериста. Сви осим једног су убијени, а преживели бежи у једином нападачевом возилу које је још увек способно за вожњу. Непознати стрелац је био Мајк, који је пратио Џимија за Гаса. Оштећен је и Мајков камион, па Џими и он узимају новац назад и започињу вожњу до Албукеркија Џимијевим аутомобилом. Кад се аутомобил поквари, Џими и Мајк узму новац и крећу пешке како би избегли преживелог наоружаног мушкарца. После ноћи у пустињи, Мајк убија преживелог наоружаног мушкарца и Џими и он настављају свој пут.
Џими и Мајк на крају стижу до станице за камионе, где их Тајрус и Виктор чекају. Мајк и Џими смишљају причу коју ће Џими рећи Лалоу након што Џими положи кауцију. Џими каже Лалоу да је био сам и да је кренуо пешке је након што му се аутомобил покварио како не би ризиковао губитак новца. Лало каже да намерава да се врати у Мексико како би избегао надзор полиције и тужилаца. Мајк информише Гаса о догађајима у пустињи, а Гас схвата да је напад наредио Хуан Болса да заштити Гасов посао. Мајк говори Гасу да Начо жели да заврши свој посао доушника породице Саламанка, али Гас ово одбија.
Док Гас надгледа чишћење и обнову спаљеног ресторана Лос Пољос Ерманос, Мајк га обавештава да се Лало вратио у свој дом у Чивави и да је Начо са њим. Гас каже да је послао наоружане људе да убију Лала, како би Начо могао да помогне. Начо прима позив у којем му је наређено да остави Лалову задњу капију отвореном у 3 ујутро. Начо тражи да Лалова породица буде поштеђена. Лало је будан у 3 ујутро, па Начо изазива кухињски пожар као одвлачење пажње. Када Лало оде да истражи, Начо отвара капију и побегне. Наоружани људи улазе, убијају Лалову породицу и рањавају Лала. Лало побегне из куће кроз скривени тунел, а затим се ушуња и убије све осим једног. Затим приморава преживелог да позове посредника који је организовао убиство и пријави да је Лало мртав.

#### 6. сезона
Након окршаја у Лаловој кући, Лало убија локалног фармера да би подметнуо његов леш уместо свог, а Саламанке извештавају да је Лало мртав. Гас је скептичан, пита се како су сви атентатори умрли, али су успели да убије Лалоа. Гас организује да се Начо сакрије у мотелу и да сачека да га неко повезе у САД. Гас и Хуан Болса се састају са Хектором Саламанком како би изразили саучешће и обећали освету, али Хекторово понашање убеђује Гаса да је Лало још увек жив. Мајк и Гасови људи проваљују у Начов сеф и уклањају његов новац и лажне канадске личне карте које је направио за себе и свог оца. Виктор испоручује дупликат сефа, у који Мајк ставља готовину, Начову лажну личну карту и коверат. Хуан Болса и његови људи проваљују у дупликат сефа и проналазе у коверти телефонски број мотела и детаље о офшор банковном рачуну. Начо верује да га неко посматра, суочава се са посматрачем за кога се испоставља да ради за Гаса. Начо схвата да га је Гас издао картелу и спрема се да побегне, али рођаци стижу да га убију.
Начо бежи из заседе и крије се од рођака. Након што је упутио опроштајни позив свом оцу, он зове Мајка и тражи да разговара са Гасом. Начо нуди да се преда све док је његов отац заштићен. Гас договара да прокријумчари Нача у САД, а Мајк и Начо разматрају Гасов план да Начо ослободи Гаса кривице за Лалову смрт. Начо ће рећи да је радио за ривалску криминалну породицу, а затим ће покушати да побегне. Виктор ће га затим убити, тако да га Саламанке неће моћи да га муче. Док Мајк заузима позицију са својом пушком, Гас, Виктор и Тајрус предају Нача Хуану Болси, Хектору Саламанки и рођацима. Начо тврди да је радио за супарничку породицу Алварез када је убио Лалоа, и поткрепљује своју причу открићем да је покушао да убије Хектора, али да га је Гас спасао. Уместо да покуша да побегне да би Виктор могао да га убије, Начо користи комад разбијеног стакла да се ослободи својих стега, зграби Хуанов пиштољ и убија се.
Уверен да је Лало жив, Гас предузима мере предострожности које укључују ношење пиштоља и панцира испод одеће. Док двојник заузима његово место у његовом дому, Гас користи систем тунела да уђе у оближњу кућу, за коју се открива да је оперативни центар из којег он надгледа активности у потрази за Лаловим траговима. Гасово уверење да је Лало жив узрокује несаницу и потешкоће током рада у ресторану. Гас посећује градилиште своје планиране лабораторије за метамфетамин и пажљиво га прегледа пре него што тамо сакрије пиштољ.
Лало убија Хауарда Хамлина у стану Џимија Макгила и Ким Векслер, затим даје Џимију адресу и опис човека кога жели да Џими убије. Џими убеђује Лалоа да уместо њега пошаље Ким. Мајк је хвата на улазним вратима Гасове куће, а она истиче Гасовог двојника као човека ког је Лало желео да убије. Мајк и његови људи одлазе у Џимијев стан, али када Ким каже да је Лало пристао да пошаље њу уместо Џимија, Гас препознаје да је пуцњава заправо одвраћање пажње. Одвози се до свог хемијског чишћења, где му Лало упада у заседи и убија његове телохранитеље. Лало користи видео камеру да прибави доказе о Гасовој планираној лабораторији за метамфетамин, које планира да пошаље Дон Еладију, што ће доказати Гасову нелојалност картелу. Лало приморава Гаса на нишану да га одведе до лабораторије, где Гас вређа Еладија и Саламанке док га Лало снима, али његов говор је заправо диверзија која му омогућава да изазове нестанак струје због чега се гасе светла. У мраку стиже до пиштоља који је претходно сакрио и пуца на Лалоа. Након што је поново упалио светло, открива да је рањен, али и да је смртно ранио Лалоа. Док се Гас код куће опоравља од ране, Мајк надгледа сахрану Лалоа и Хауарда испод лабораторије за метамфетамин.
Хектор контактира Дон Еладија са информацијама о Лаловом преживљавању и недавном нестанку, тврдећи да је Гас убио његовог нећака. Као одговор, Дон Еладио позива Гаса у своју вилу у Мексику на састанак између њих, Хектора, Марка и Леонела, и Хуана Болсе. Гас одбија да удостоји Хекторове наводе одговором и сме да оде, иако са својим делом своје територије датим породици Саламанка и строгим подсетником о томе ко је главни. По повратку у САД, разговара са Мајком и наређује му да пронађе другог инжењера који ће завршити лабораторију за метамфетамин. Гас касније постаје покровитељ ресторана у којем почиње да разговара са конобаром по имену Дејвид. Када Дејвид оде да узме веома ретку флашу коју је наручио, Гас напушта ресторан, плашећи се да се било коме приближи.

### Чиста хемија

#### 2. сезона
Када Волтер Вајт тражи купца за његов висококвалитетни метамфетамин, Сол Гудман договара састанак са непознатим купцем. Волтер и његов партнер, Џеси Пинкман, стижу у ресторан Лос Пољос Ерманос у Јужној долини, али купац се наизглед никада не појављује, при чему Џеси и Волтер нису знали да их је Гас, директор ресторана, ћутке проматрао. Волтер то схвата касније и договара други састанак само између Гаса и себе. Гас му каже да он није заинтересован за пословање, јер је Џеси каснио и био дрогиран за време првог састанка, и стога је потенцијално непоуздана особа. Волтер наговара Гаса да преиспита своју одлуку, обећавајући да никада неће морати да има посла са Џесијем и да ће му њихов производ донети огроман профит.
Гас на крају пристаје да купи 38 килограма Волтеровог метамфетамина за 1,2 милиона долара, али само ако може да га испоручи у ограниченом року на удаљену локацију. Док је Џеси у несвести након узимања хероина са својом девојком Џејн Марголис, Волтер је приморан да пропусти рођење своје ћерке Холи да би извршио предају. Убрзо након тога, Гас обилази ДЕА-иу теренску канцеларију у Албукеркију, заједно са другим локалним подржаваоцима. Док је тамо, он открива да Волтер има рак плућа и да је његов пашеног, Хенк Шредер, агент ДЕА-е.

#### 3. сезона
Гас је задовољан квалитетом Волтеровог плавог метамфетамина и нуди му три милиона долара за три месеца производње у високотехнолошкој „суперлабораторији” скривеној испод индустријске перионице веша коју Гас поседује. Волтер у почетку одбија, али Гас га на крају убеђује да треба да кува како би обезбедио финансијску сигурност својој породици. Гас му пружа Гејла Бетикера, талентованог хемичара који је поставио уређаје у суперлабораторији, да помогне у кувању, али Волтер мора да умири Џесија након што га је Хенк напао, па убеђује Гаса да Џесија врати као свог помоћника. Гас обавештава картел да ће, када Волтер заврши са своја три месеца, бити слободни да га убију. Леонел и Марко Саламанка су нестрпљиви и путују из Мексика у САД да изврше убиство, али Гас интервенише и упућује их на Хенка, који је заправо убио Тука. Гас анонимно упозорава Хенка на напад који га чека, омогућавајући Хенку да убије Марка и критично повреди Леонела, упркос томе што Хенк остаје скоро парализован од струка наниже. Гас користи свој утицај на полицију да им одврати пажњу у болници како би Мајк могао да убије Леонела убризгавши му отров у инфузију.
Покушај Хенковог убиства доводи до сузбијања картела, а Хуан Болса је убијен. Схвативши да је његов живот у питању, Волтер пристаје да настави да кува у суперлабораторији током дужег периода за 15 милиона долара, уз помоћ Џесија, али Гас је и даље забринут због Џесијеве лојалности. Џеси сазнаје да су препродавачи дроге који раде за Гаса одговорни за смрт Томаса, младог брата Џесијеве девојке Андрее. Пре него што Џеси има прилику да их сам убије, Волтер их прегази својим аутомобилом и каже Џесију да побегне. Волтер објашњава Гасу да је то био само испад у њиховом споразуму. Гас се слаже да пређе преко тога, али Гејла поставља на место Волтеровог помоћника и потајно говори Гејлу да научи све Волтерове методе како би могао да преузме његово место. Волтер схвата да Гас покушава да обучи Гејла као замену, што значи да је његов живот у опасности, па се тајно састаје са Џесијем и тражи од њега да открије где Гејл живи. Једном када Џеси пронађе Гејлов стан, Волтер креће да га убије, али Виктор га зауставља и одводи у лабораторију, где Мајк чека. Волтер тражи од Мајка да му дозволи да позове Џесија и убеди га да дође у лабораторију, али уместо тога Волтер каже Џесију да убије Гејла. Виктор жури до Гејловог стан, али Џеси стиже први и пуца у Гејла.

#### 4. сезона
Након Гејловог убиства, Гас стиже у лабораторију, где Волтера и Џесија чувају Виктор и Мајк. Знајући да је препознат у Гејловом стану, Виктор се плаши за свој живот и покушава да покаже Гасу своју корисност тако што ће почети да кува метамфетамин, што је научио док је посматрао Волтера и Џесија. Волтер моли Гаса да их поштеди, али они су шокирани када Гас пресече Викторов врат и пусти га да искрвари пред њима. Гас смирено каже Волтеру и Џесију да се врате на посао и појачава надзор у лабораторији постављањем сигурносних камера, тако да их Мајк и Тајрус гледају док раде. Мајк сугерише Гасу да би могли да изазову неповерење између Волтера и Џесија. Мајк изводи Џесија из лабораторије како би помогао да покупи новац и изврши друге задатке, и уређује да Џеси онемогући унапред планирани напад на њега, што повећава Џесијево самопоуздање и повећава његов осећај лојалности према Мајку и Гасу. Гас је импресиониран Џесијевим јунаштвом и наређује Мајку да га укључи у више послова изван лабораторије. Забринут за њихову сигурност, Волтер даје Џесију цигарету са капсулом рицина скривеном унутра и говори му да отрује Гаса кад му се укаже прилика, али Џеси то не уради.
Гас се договара да се састане са дон Еладиом и осталим вођама картела како би решио разлике због којих је картел пореметио Гасово пословање и са собом доводи Мајка и Џесија. Џеси кува супериорну серију метамфетамина, а Гас му нуди да остане у Мексику и ради за картел. Џеси је забринут, али понуда је обмана. Током забаве у Еладиовој кући како би прославили њихову сарадњу, Гас успева да превари Еладиа и већину осталих вођа картела да пију из отровне боце текиле. Гас узима прво пиће да ублажи сумњу, али се после присиљава да поврати. Током борбе која је уследила након што лидери картела почну да умиру од последица отрова, Џеси помаже болесном Гасу и рањеном Мајку да побегну, притом убивши Хекторовог последњег живог унука, Хоакина Саламанку. Доводи их у импровизовану болницу др Гудмана, коју је Гас претходно уредио у својој вили, где се обојица лече. Након опоравка, Гас се враћа у Албукерки и изругује се Хектору, говорећи му да су сви лидери картела мртви, и да се због Хоакинове смрти породично стабло Саламанки завршава Хектором. Џеси више није одан Волтеру и одбија да му служи као заштитник. Када је ДЕА почела да повезује Гејлову смрт са Гасом, Гас отпушта Волтера и прети да ће убити његову породицу ако му узврати или обавести некога о томе.
Сматрајући да је његов живот у опасности, Волтер покушава да убије Гаса бомбом причвршћеном за његов аутомобил, али Гас осети нешто лоше и одлази од возила. У паници, Волтер скида бомбу и сакрива се код куће. Након неуспелог покушаја да упосли Џесија да му помогне да убије Гаса, Волт трује Андреиног сина Брока и уверава Џесија да је Гас одговоран. Џеси пристаје да помогне Волту и говори му о Гасовој рутини, укључујући и посете Хектору у старачком дому. Волтер убеђује Хектора да му помогне, обећавајући му коначну освету Гасу. Хектор се претвара да је информатор у ДЕА. Гас посећује Хектора како би сазнао зашто је био у канцеларији ДЕА. Хектор одбија да призна Гасу док се Гас спрема да га убије смртоносном инјекцијом. Пре него што је Гас успео у својој намери, Хектор се изненада окренуо према њему, нетремице га гледао и више пута зазвонио на звоно на својим инвалидским колицима. Прекасно, Гас види да је звоно причвршћено за детонатор Волтерове бомбе, коју је Волтер инсталирао на доњу страну Хекторових инвалидских колица. Експлозија која је уследила одмах убија и Хектора и Тајруса. Гас се чини повређеним док мирно излази из собе и намешта кравату, али камера полако прати око њега откривајући да му је експлозија откинула десну страну лица. Он пада на под и умире.

#### 5. сезона
Иако се Гас не појављује у овој сезони, његова смрт има бројне последице. Континуирана истрага његове смрти стиже до његовог ресторанског посла и уништене суперлабораторије, који су Волтер и Џеси спалили након што је Гас умро. Знајући да снимци сигурносних камера сачувани на Гасовом лаптопу могу да их инкриминишу, Волтер, Џеси и Мајк користе електромагнет испред полицијске станице да униште лаптоп и његов хард диск док се налази у полицијској соби за доказе. Мајк, Волтер и Џеси постају партнери у новом послу са метамфетамином, с тим што је Мајк наставио да плаћа Гасовим бившим запосленима из његовог дела добити како би осигурао њихову даљу тишину. Када полиција успешно забрани ове исплате, Волтер се плаши да ће бити откривен његов идентитет и покушава да од Мајка добије имена запослених како би могао да их убије. Када Мајк одбије, Волтер га убија. Волтер потом имена добија од Лидије Родарт-Квејл и Гасове бивше запослене убија у затвору пре него што успеју да открију Волтеров идентитет, чиме је окончано Гасово царство дистрибуције дроге.

## Развој лика
Лик Гаса Фринга добио је име по бившем немачком фудбалеру Торстену Фрингсу.
У почетку је Ђанкарлу Еспозиту понуђен лик који му је описан као „изврстан и веома учтив”, а он је одлучио да глуми тог лика као да има „неку тајну”. Не знајући у чему је та тајна, Еспозито је схватио потенцијал Гаса као развојни карактер, одбијајући понуде за гостовања и инсистирајући да постане редован лик у серији. Да би постигао Гасову мирноћу као заштитни знак, Еспозито је користио технике јоге, које су му омогућиле да изнесе лик „доброг слушаоца”.
Хуманост Гасове личности играла је интегралну улогу у његовом развоју. Губитак Макса допринео је Гасовој еволуцији у немилосрдног злочинца; не зауставља се ни пред чим како би се осветио за Максову смрт, укључујући и постепено убијање читаве Хекторове породице. Губитак Макса такође је култивисао Гасову жељу да створи нову „породицу” оснаживањем свог метамфетаминског царства, као и ресторана пржене пилетине. Неколико тренутака пре смрти, Гас успева да мирно подеси кравату, чак и након што му је откинуто пола лица. Еспозито је то доживљавао као важан гест „када особа пређе на оно што је увек радила ... да буде потпун у његовом одласку са овог света”.
Гасова популарност, као и његов значај за развој серије, створили су простор за могућа појављивања типа „флешбек” у будућим епизодама, али та идеја није се остварила све до 2017. године када је Гас враћен у 3. сезону серије Боље позовите Сола.

## Пријем
За улогу Гаса, Еспозито је освојио Телевизијску награду по избору критичара за најбољег споредног глумца у драмској серији. Такође два пута је био номинован за награду Еми за изванредног споредног глумца у драмској серији. Часопис Пејст је рангирао Фринга на 3. месту на листи 20 најбољих ликова 2011. године. ТВ водич именовао га је бројем 3 на својој листи за 60 најбољих зликоваца свих времена из 2013. године, а 2016. године Ролинг Стоун га је сврстао на број 7 од њихових списку „40 највећих ТВ зликоваца свих времена“.
Иако су критичари генерално добро прихватили карактер перформанса Гаса Фринга и Еспозита, неки изворни говорници шпанског језика критиковали су глумачки извештачен и неприродан акценат када је говорио шпански.

## Лос Пољос Ерманос обука запослених са Гасом Фрингом
АМЦ је током треће сезоне објавио серију од десет кратких видео снимака на Јутјубу и њиховим налозима на друштвеним мрежама под именом Лос Пољос Ерманос обука запослених са Гасом Фрингом, комбинујући снимке уживо са Еспозитом као Гасом, заједно са анимираним сегментима, представљеним као видео снимци за обуку запослених за Гасов ланац ресторана Лос Пољос Ерманос.  Серија је освојила награду Еми за изванредну комедију кратког облика или драмску серију 2017. године.